# کریستوف فلوگه
کریستوف فلوگه (آلمانی: Christoph Flügge؛ زادهٔ ۱۴ ژوئیهٔ ۱۹۴۷) یک قاضی اهل آلمان است.وی از سپتامبر ۲۰۰۸ از قاضیان دادگاه بین‌المللی کیفری یوگسلاوی سابق است.